# Mja
La Mja ou Moj (en russe : Мжа) ; (en ukrainien : Мжа, Мож) est une rivière d'Ukraine, affluente de rive droite du Donets, dans le bassin hydrographique du fleuve Don. Elle s'écoule intégralement dans l'oblast de Kharkiv.

## Géographie
La rivière Mja prend sa source au niveau de la localité de Perekip et rejoint le Donets au niveau de la ville de Zmiïv, en rive droite. Elle présente une longueur totale de 73,4 km, pour un bassin versant de 1806 km². Son orientation générale est est/ouest. Elle a entre autre pour affluent la rivière Merefa, qui passe par la ville éponyme.
Sur la carte ci-contre dans l'infobox, la rivière Mja se situe juste au sud de la rivière Oudy, notée Уды en langue russe.